# Esplegares
Esplegares ist ein Ort und eine Gemeinde (municipio) mit 33 Einwohnern (Stand: 2024) im östlichen Zentrum der Provinz Guadalajara in der Autonomen Gemeinschaft Kastilien-La Mancha. 

## Lage und Klima
Esplegares liegt in einer Höhe von ca. 1145 m in der Kulturlandschaft der Alcarria. Die Entfernung zur westsüdwestlich gelegenen Provinzhauptstadt Guadalajara beträgt ca. 75 Kilometer (Fahrtstrecke). Das Klima ist gemäßigt bis warm; Regen (590 mm/Jahr) fällt übers Jahr verteilt.

## Bevölkerungsentwicklung
| Jahr      | 1970 | 1981 | 1991 | 2001 | 2011 | 2021 |
| Einwohner | 178  | 84   | 98   | 58   | 52   | 39   |

## Sehenswürdigkeiten
- Kirche Mariä Himmelfahrt
- Katharinenkapelle
- Ruine der Quiterienkapelle

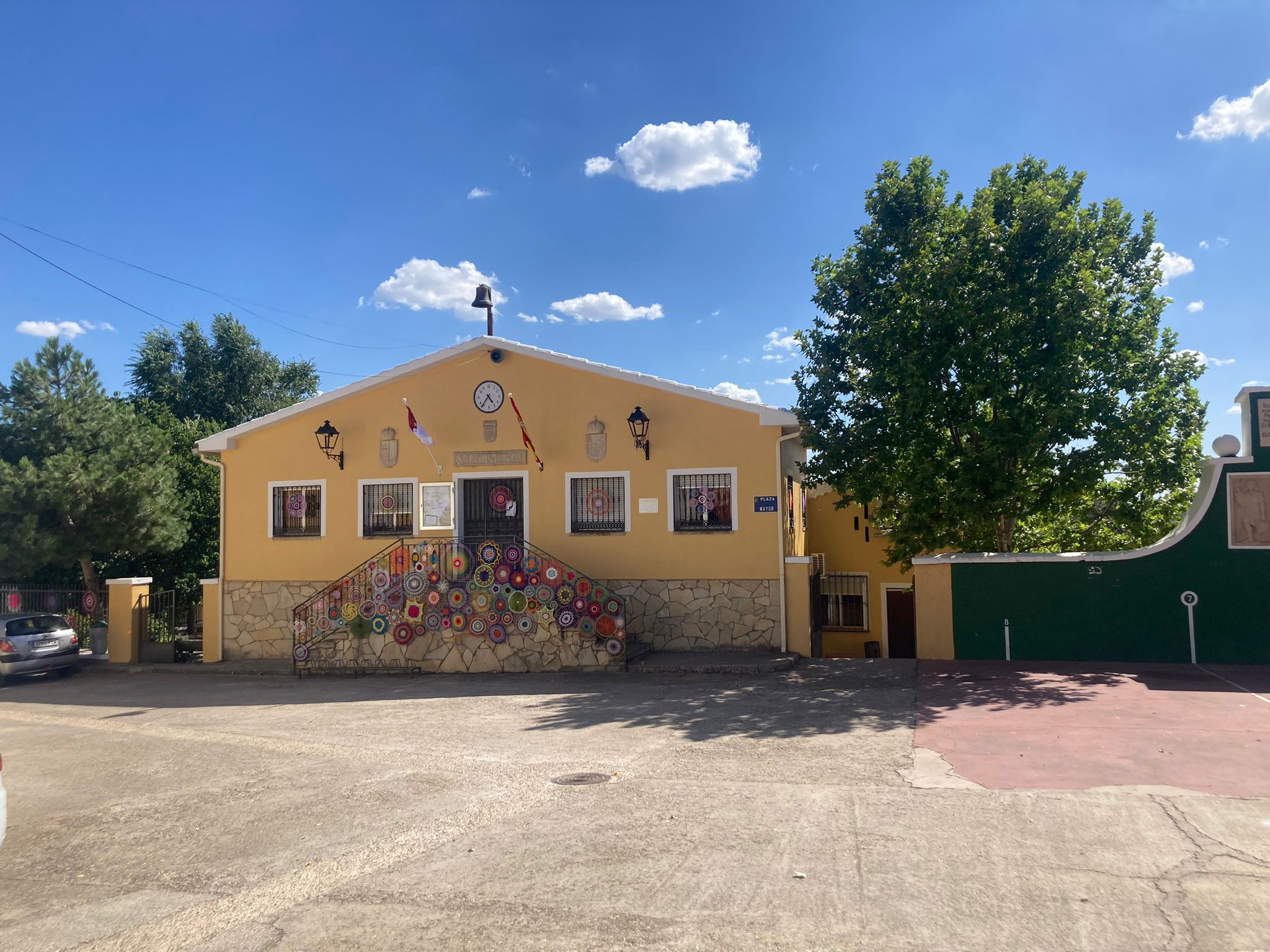
Rathaus